# Irán az 1964. évi nyári olimpiai játékokon
Irán a japán Tokióban megrendezett 1964. évi nyári olimpiai játékok egyik részt vevő nemzete volt. Az országot az olimpián 11 sportágban 62 sportoló képviselte, akik összesen 2 érmet szereztek.

## Érmesek
| Érem  | Versenyző                | Sportág  | Versenyszám        |
| ----- | ------------------------ | -------- | ------------------ |
| Bronz | Said Ali Akbar Heidari   | Birkózás | Szabadfogás, 52 kg |
| Bronz | Mohammad Ali Szanatkaran | Birkózás | Szabadfogás, 78 kg |

## Atlétika
Férfi
| Versenyző             | Versenyszám | Előfutam | Előfutam | Előfutam | Negyeddöntő | Negyeddöntő | Negyeddöntő | Elődöntő | Elődöntő | Elődöntő | Döntő   | Döntő    |
| Versenyző             | Versenyszám | Idő      | Hely.    | Össz.    | Idő         | Hely.       | Össz.       | Idő      | Hely.    | Össz.    | Idő     | Helyezés |
| --------------------- | ----------- | -------- | -------- | -------- | ----------- | ----------- | ----------- | -------- | -------- | -------- | ------- | -------- |
| Akbar Babakhanlou     | 100 m       | 11,14    | 8.       | 66.      | kiesett     | kiesett     | kiesett     | kiesett  | kiesett  | kiesett  | kiesett | kiesett  |
| Vahab Shahkhordeh     | 200 m       | 22,3     | 7.       | 48.*     | kiesett     | kiesett     | kiesett     | kiesett  | kiesett  | kiesett  | kiesett | kiesett  |
| Hossein Ghafourizadeh | 400 m       | 50,8     | 8.       | 50.      | kiesett     | kiesett     | kiesett     | kiesett  | kiesett  | kiesett  | kiesett | kiesett  |
| Ibrahim Yazdan Panah  | 800 m       | 1:54,7   | 6.       | 39.      |             |             |             | kiesett  | kiesett  | kiesett  | kiesett | kiesett  |
| Ibrahim Yazdan Panah  | 1500 m      | 3:54,8   | 8.       | 34.      |             |             |             | kiesett  | kiesett  | kiesett  | kiesett | kiesett  |

| Versenyző              | Versenyszám   | Selejtező | Selejtező | Döntő    | Döntő    |
| Versenyző              | Versenyszám   | Eredmény  | Helyezés  | Eredmény | Helyezés |
| ---------------------- | ------------- | --------- | --------- | -------- | -------- |
| Sayed Mirza Molimadail | Diszkoszvetés | 45,24 m   | 27.       | kiesett  | kiesett  |

Női
| Versenyző      | Versenyszám | Előfutam | Előfutam | Előfutam | Negyeddöntő | Negyeddöntő | Negyeddöntő | Elődöntő | Elődöntő | Elődöntő | Döntő   | Döntő    |
| Versenyző      | Versenyszám | Idő      | Hely.    | Össz.    | Idő         | Hely.       | Össz.       | Idő      | Hely.    | Össz.    | Idő     | Helyezés |
| -------------- | ----------- | -------- | -------- | -------- | ----------- | ----------- | ----------- | -------- | -------- | -------- | ------- | -------- |
| Simin Safamehr | 100 m       | 13,2     | 7.       | 43.      | kiesett     | kiesett     | kiesett     | kiesett  | kiesett  | kiesett  | kiesett | kiesett  |

| Versenyző         | Versenyszám   | Selejtező                | Selejtező                | Döntő    | Döntő    |
| Versenyző         | Versenyszám   | Eredmény                 | Helyezés                 | Eredmény | Helyezés |
| ----------------- | ------------- | ------------------------ | ------------------------ | -------- | -------- |
| Nazli Bayat Makou | Magasugrás    | érvényes kísérlet nélkül | érvényes kísérlet nélkül | kiesett  | kiesett  |
| Simin Safamehr    | Távolugrás    | 506 cm                   | 31.                      | kiesett  | kiesett  |
| Juliette Geverkof | Súlylökés     | 9,17 m                   | 16.                      | kiesett  | kiesett  |
| Juliette Geverkof | Diszkoszvetés | 30,05 m                  | 21.                      | kiesett  | kiesett  |

* - egy másik versenyzővel azonos időt ért el

## Birkózás
Kötöttfogású
| Versenyző          | Versenyszám | 1. forduló                         | 2. forduló                          | 3. forduló                   | 4. forduló                  | 5. forduló        | Döntő             | Helyezés    |
| Versenyző          | Versenyszám | Ellenfél Eredmény                  | Ellenfél Eredmény                   | Ellenfél Eredmény            | Ellenfél Eredmény           | Ellenfél Eredmény | Ellenfél Eredmény | Helyezés    |
| ------------------ | ----------- | ---------------------------------- | ----------------------------------- | ---------------------------- | --------------------------- | ----------------- | ----------------- | ----------- |
| Ahmad Khoshoi      | 52 kg       | Maurice Mewis (BEL) · 3-1          | Burhan Bozkurt (TUR) · 3-1          | kiesett                      | kiesett                     |                   | kiesett           | helyezetlen |
| Siavash Shafizadeh | 57 kg       | Bernard Knitter (POL) · 3-1        | Jiří Švec (TCH) · kétvállas         | kiesett                      | kiesett                     | kiesett           | kiesett           | helyezetlen |
| Rasoul Mir Malek   | 63 kg       | Moustafa Hamil Mansour (RAU) · 1-3 | Erik Olsson (SWE) · 2-2             | Marin Bolocan (ROU) · 2-2    | Georges Ballery (FRA) · 1-3 | kiesett           | kiesett           | 6.          |
| Hossein Ebrahimian | 70 kg       | James Burke (USA) · 2-2            | Eero Tapio (FIN) · kétvállas        | kiesett                      | kiesett                     | kiesett           | kiesett           | helyezetlen |
| Asghar Zoghian     | 78 kg       | erőnyerő                           | Sin Dongi (Sin Dong-ui) (KOR) · 1-3 | René Schiermeyer (FRA) · 3-1 | Ion Ţăranu (ROU) · 3-1      | kiesett           | kiesett           | helyezetlen |

Szabadfogású
| Versenyző                | Versenyszám | 1. forduló                     | 2. forduló                       | 3. forduló                               | 4. forduló                      | 5. forduló                     | Döntő                                                                              | Helyezés    |
| Versenyző                | Versenyszám | Ellenfél Eredmény              | Ellenfél Eredmény                | Ellenfél Eredmény                        | Ellenfél Eredmény               | Ellenfél Eredmény              | Ellenfél Eredmény                                                                  | Helyezés    |
| ------------------------ | ----------- | ------------------------------ | -------------------------------- | ---------------------------------------- | ------------------------------- | ------------------------------ | ---------------------------------------------------------------------------------- | ----------- |
| Said Ali Akbar Heidari   | 52 kg       | Muhammad Niaz-Din (PAK) · 2-2  | Liang Soon Hin (MAS) · kétvállas | Athanásziosz Zafeirópulosz (GRE) · 1-3   | Gray Simons (USA) · 2-2         | Cemal Yanılmaz (TUR) · 1-3     | összesítés alapján                                                                 |             |
| Abdullah Khodabandeh     | 57 kg       | Mladen Georgiev (BUL) · 2-2    | Mohammad Anwary (AFG) · 1-3      | Hüseyin Akbaş (TUR) · 3-1                | kiesett                         | kiesett                        | kiesett                                                                            | helyezetlen |
| Ebrahim Szeifpour        | 63 kg       | Matti Jutila (CAN) · kétvállas | Roy Meehan (NZL) · kétvállas     | Jun Dek (Yun Daek) (KOR) · kétvállas     | Mario Tovar (MEX) · 1-3         | Nodar Hohasvili (URS) · 3-1    | kiesett                                                                            | 6.          |
| Abdollah Movahed         | 70 kg       | Kenneth Stephenson (GBR) · 1-3 | Sidney Marsh (AUS) · 1-3         | Csong Donggu (Jeong Dong-gu) (KOR) · 1-3 | Horiucsi Ivao (JPN) · 2-2       | Enyu Valcsev (BUL) · 2-2       | kiesett                                                                            | 5.          |
| Mohammad Ali Szanatkaran | 78 kg       | Martin Heinze (EUA) · 1-3      | Vatanabe Jaszuo (JPN) · 1-3      | Bajkó Károly (HUN) · 1-3                 | Muhammad Afzal (PAK) · kizárták | Petko Dermendzsiev (BUL) · 1-3 | 1. mérkőzés · Guram Szagaradze (URS) · 2-2 · 2. mérkőzés · İsmail Oğan (TUR) · 2-2 |             |
| Mansour Mahdizadeh       | 87 kg       | Hollósi Géza (HUN) · 1-3       | Daniel Brand (USA) · 2-2         | Rudolf Kobelt (SUI) · 1-3                | Hasan Güngör (TUR) · 1-3        | Prodan Gardzsev (BUL) · 1-3    | kiesett                                                                            | 4.          |
| Gholamreza Takhti        | 97 kg       | Vigh Imre (HUN) · 1-3          | Anthony Buck (GBR) · kétvállas   | Kavano Sunicsi (JPN) · kétvállas         | Ahmet Ayık (TUR) · 3-1          | Szaid Musztafov (BUL) · 2-2    | kiesett                                                                            | 4.          |

## Kerékpározás

### Országúti kerékpározás
| Versenyző                                                               | Versenyszám     | Idő                    | Helyezés      |
| ----------------------------------------------------------------------- | --------------- | ---------------------- | ------------- |
| Davoud Akhlagi                                                          | Mezőnyverseny   | nem ért célba          | nem ért célba |
| Sayed Esmail Hosseini                                                   | Mezőnyverseny   | 4:39:51,83 (+0:00,20)  | 99.           |
| Akbar Poudeh                                                            | Mezőnyverseny   | 4:59:59,00 (+20:07,37) | 101.          |
| Mashallah Amin Sorour                                                   | Mezőnyverseny   | 4:39:51,83 (+0:00,20)  | 81.           |
| Davoud Akhlagi Sayed Esmail Hosseini Akbar Poudeh Mashallah Amin Sorour | Csapat időfutam | 2:43:39,16 (+17:07,97) | 22.           |

## Labdarúgás
| Iráni labdarúgócsapat-játékoskeret | Iráni labdarúgócsapat-játékoskeret |
| --- | --- |
| - Mansour Amirasefi - Mostafa Arab - Aziz Asli - Mohamed Bayati - Fariborz Esmaili - Hassan Habibi - Kambozia Jamali - Hossein Khodaparast | - Nader Latifi - Ali Mirzai - Darioush Mostafavi - Karam Naierlou - Gholam Hussain Nourian - Abdullah Sayedi - Jalal Talebi - Parviz Qelichkhani |

### Eredmények
Csoportkör
A csoport
| Csapat                | M | Gy | D | V | G+ | G– | Gk | P |
| --------------------- | - | -- | - | - | -- | -- | -- | - |
| Egyesült Német Csapat | 3 | 2  | 1 | 0 | 7  | 1  | +6 | 5 |
| Románia               | 3 | 2  | 1 | 0 | 5  | 2  | +3 | 5 |
| Mexikó                | 3 | 0  | 1 | 2 | 2  | 6  | –4 | 1 |
| Irán                  | 3 | 0  | 1 | 2 | 1  | 6  | –5 | 1 |

| 1964. október 11. 14:00 |

| Egyesült Német Csapat (EUA)              | 4–0               | Irán |
| ---------------------------------------- | ----------------- | ---- |
| Bauchspiess 7' Vogel 20' 63' Frenzel 44' | (3–0) Jegyzőkönyv |      |

| Micuzava stadion, Jokohama Játékvezető: Eunapio G. De Queiroz (brazil) Asszisztensek: Mahmoud Hussein Iman (egyiptomi), John Stanley Wontumi (ghánai) |

| 1964. október 13. 13:59 |

| Irán (IRI)   | 1–1               | Mexikó            |
| ------------ | ----------------- | ----------------- |
| Naierlou 59' | (0–0) Jegyzőkönyv | José González 54' |

| Csicsibu Herceg Stadion, Tokió Játékvezető: John Stanley Wontumi (ghánai) Asszisztensek: Jokojama Jozó (japán), Aszami Tosio (japán) |

| 1964. október 15. 14:00 |

| Románia (ROU) | 1–0               | Irán |
| ------------- | ----------------- | ---- |
| Pavlovici 26' | (1–0) Jegyzőkönyv |      |

| Ómija stadion, Ómija Játékvezető: Miguel Comesaña (argentin) Asszisztensek: Eunapio G. De Queiroz (brazil), Ikeda Taró (japán) |

| Csapat     | Helyezés |
| ---------- | -------- |
| Irán (IRI) | 12.      |

## Műugrás
Férfi
| Versenyző       | Versenyszám    | Selejtező | Selejtező | Döntő   | Döntő    |
| Versenyző       | Versenyszám    | Pont      | Helyezés  | Pont    | Helyezés |
| --------------- | -------------- | --------- | --------- | ------- | -------- |
| Manucher Fasihi | Egyéni műugrás | 67,20     | 26.       | kiesett | kiesett  |

## Ökölvívás
| Versenyző       | Versenyszám  | Selejtező         | 32-es főtábla                            | Nyolcaddöntő              | Negyeddöntő       | Elődöntő          | Döntő             | Helyezés |
| Versenyző       | Versenyszám  | Ellenfél Eredmény | Ellenfél Eredmény                        | Ellenfél Eredmény         | Ellenfél Eredmény | Ellenfél Eredmény | Ellenfél Eredmény | Helyezés |
| --------------- | ------------ | ----------------- | ---------------------------------------- | ------------------------- | ----------------- | ----------------- | ----------------- | -------- |
| Nasser Aghaie   | Légsúly      |                   | Cso Donggi (Jo Dong-Gi) (KOR) · kizárták | kiesett                   | kiesett           | kiesett           | kiesett           | 17.      |
| Sadegh Khoi     | Harmatsúly   |                   | Juan Fabila (MEX) · 2-3                  | kiesett                   | kiesett           | kiesett           | kiesett           | 17.      |
| Hassan Pakandam | Könnyűsúly   | erőnyerő          | Sztojan Pilicsev (BUL) · RSC             | kiesett                   | kiesett           | kiesett           | kiesett           | 17.      |
| Nadimi Dashti   | Kisváltósúly | erőnyerő          | Gopalan Ramakrishnan (MAS) · RSC         | Joao da Silva (BRA) · 2-3 | kiesett           | kiesett           | kiesett           | 9.       |
| Sayed Roudsari  | Váltósúly    |                   | Hamada Kicsidzsiró (JPN) · 0-5           | kiesett                   | kiesett           | kiesett           | kiesett           | 17.      |

## Sportlövészet
Férfi
| Versenyző              | Versenyszám           | Pont | Helyezés |
| ---------------------- | --------------------- | ---- | -------- |
| Nosratollah Momtahen   | Szabadpisztoly        | 490  | 52.      |
| Mohammad Ja'far Kalani | Sportpuska, fekvő     | 576  | 64.      |
| Gholam Hossein Mobaser | Sportpuska, fekvő     | 579  | 61.      |
| Nasser Sharifi         | Sportpuska, összetett | 1018 | 53.      |

## Súlyemelés
| Versenyző          | Versenyszám | Nyomás   | Nyomás   | Szakítás | Szakítás | Lökés    | Lökés    | Összesen | Helyezés |
| Versenyző          | Versenyszám | Eredmény | Helyezés | Eredmény | Helyezés | Eredmény | Helyezés | Összesen | Helyezés |
| ------------------ | ----------- | -------- | -------- | -------- | -------- | -------- | -------- | -------- | -------- |
| Rajabi Eslami      | 56 kg       | 100,0    | 9.       | 100,0    | 8.       | 130,0    | 8.       | 330,0    | 10.      |
| Mohammed Nassiri   | 56 kg       | 105,0    | 4.       | 85,0     | 22.      | 120,0    | 18.      | 310,0    | 15.      |
| Parviz Dzsalajer   | 67,5 kg     | 120,0    | 9.       | 120,0    | 4.       | 155,0    | 6.       | 395,0    | 7.       |
| Reza Estaki        | 82,5 kg     | 120,0    | 21.      | 132,5    | 8.       | 167,5    | 8.       | 420,0    | 12.      |
| Manuchehr Borumand | +90 kg      | 155,0    | 11.      | 140,0    | 8.       | 170,0    | 15.      | 465,0    | 12.      |

## Torna
Férfi
| Versenyző           | Versenyszám      | Selejtező | Selejtező | Döntő    | Döntő    |
| Versenyző           | Versenyszám      | Pontszám  | Helyezés  | Pontszám | Helyezés |
| ------------------- | ---------------- | --------- | --------- | -------- | -------- |
| Jalal Bazargan-Vali | Talaj            | 14,95     | 123.      | kiesett  | kiesett  |
| Jalal Bazargan-Vali | Ugrás            | 18,35     | 103.      | kiesett  | kiesett  |
| Jalal Bazargan-Vali | Korlát           | 16,85     | 116.      | kiesett  | kiesett  |
| Jalal Bazargan-Vali | Nyújtó           | 15,25     | 116.      | kiesett  | kiesett  |
| Jalal Bazargan-Vali | Gyűrű            | 15,80     | 116.      | kiesett  | kiesett  |
| Jalal Bazargan-Vali | Lólengés         | 15,15     | 113.      | kiesett  | kiesett  |
| Jalal Bazargan-Vali | Egyéni összetett |           |           | 96,35    | 118.     |

Női
| Versenyző       | Versenyszám      | Selejtező | Selejtező | Döntő    | Döntő    |
| Versenyző       | Versenyszám      | Pontszám  | Helyezés  | Pontszám | Helyezés |
| --------------- | ---------------- | --------- | --------- | -------- | -------- |
| Jamileh Sorouri | Talaj            | 14,033    | 83.       | kiesett  | kiesett  |
| Jamileh Sorouri | Ugrás            | 12,666    | 81.       | kiesett  | kiesett  |
| Jamileh Sorouri | Felemás korlát   | 8,000     | 82.       | kiesett  | kiesett  |
| Jamileh Sorouri | Gerenda          | 15,233    | 81.       | kiesett  | kiesett  |
| Jamileh Sorouri | Egyéni összetett |           |           | 49,932   | 82.      |

## Úszás
Férfi
| Versenyző       | Versenyszám | Előfutam | Előfutam | Előfutam | Elődöntő | Elődöntő | Elődöntő | Döntő   | Döntő    |
| Versenyző       | Versenyszám | Idő      | Hely.    | Össz.    | Idő      | Hely.    | Össz.    | Idő     | Helyezés |
| --------------- | ----------- | -------- | -------- | -------- | -------- | -------- | -------- | ------- | -------- |
| Haydar Shonjani | 100 m gyors | 1:02,1   | 8.       | 66.      | kiesett  | kiesett  | kiesett  | kiesett | kiesett  |

## Vívás
Férfi
| Versenyző                                                        | Versenyszám       | Csoportkör | Csoportkör | Csoportkör | Csoportkör | Elődöntő                | Elődöntő          | Elődöntő          | Döntő             | Helyezés    |
| Versenyző                                                        | Versenyszám       | 1. kör | 1. kör     | 2. kör | 2. kör     | 3. kör                  | 4. kör            | 5. kör            | Döntő             | Helyezés    |
| Versenyző                                                        | Versenyszám       | Ellenfél Eredmény | Hely.      | Ellenfél Eredmény | Hely.      | Ellenfél Eredmény       | Ellenfél Eredmény | Ellenfél Eredmény | Ellenfél Eredmény | Helyezés    |
| ---------------------------------------------------------------- | ----------------- | --- | ---------- | --- | ---------- | ----------------------- | ----------------- | ----------------- | ----------------- | ----------- |
| Houshmand Almasi                                                 | Tőr, egyéni       | E. csoport · Nicola Granieri (ITA) · 0-5 · Daniel Revenu (FRA) · 1-5 · Sameh Rahman (RAU) · 1-5 · Tabucsi Kazuhiko (JPN) · 3-5 · John Andru (CAN) · 4-5 | 6.         | kiesett | kiesett    | kiesett                 | kiesett           | kiesett           | kiesett           | helyezetlen |
| Nasser Madani                                                    | Tőr, egyéni       | D. csoport · Mark Midler (URS) · 2-5 · Jürgen Brecht (EUA) · 2-5 · Szabó Sándor (HUN) · 3-5 · Emilio Echeverry (COL) · 5-3 · Robert Foxcroft (CAN) · 5-0 | 4.         | E. csoport · Albert Axelrod (USA) · 2-5 · Szabó Sándor (HUN) · 1-5 · Allan Jay (GBR) · 5-3 · Jacky Courtillat (FRA) · 5-3 · Ryszard Parulski (POL) · 0-5 · Rájátszás: · Allan Jay (GBR) · 5-4 · Ryszard Parulski (POL) · 5-3 · Jacky Courtillat (FRA) · 0-5 | 4.         | Ion Drîmbă (ROU) · 4-10 | kiesett           | kiesett           | kiesett           | 17.         |
| Bizhan Zarnegar                                                  | Tőr, egyéni       | F. csoport · Jacky Courtillat (FRA) · 0-5 · Ion Drîmbă (ROU) · 1-5 · Bill Hoskyns (GBR) · 2-5 · Michael Ryan (IRL) · 4-5 · Orlando Nannini (ARG) · 1-5 | 6.         | kiesett | kiesett    | kiesett                 | kiesett           | kiesett           | kiesett           | helyezetlen |
| Houshmand Almasi                                                 | Párbajtőr, egyéni | E. csoport · Claude Bourquard (FRA) · 2-5 · Alberto Pellegrino (ITA) · 1-5 · Walter Bar (SUI) · 1-5 · Göran Abrahamsson (SWE) · 3-5 · Dietrich Hecke (EUA) · 4-5 · Sergio Vergara (CHI) · 1-5 · Dibier Tamayo (COL) · 3-5 · Han Mjonszok (Han Myeong-Seok) (KOR) · 5-4 | 9.         | kiesett | kiesett    | kiesett                 | kiesett           | kiesett           | kiesett           | helyezetlen |
| Bizhan Zarnegar                                                  | Párbajtőr, egyéni | C. csoport · Peter Jacobs (GBR) · 3-5 · Henryk Nielaba (POL) · 0-5 · Guram Kosztava (URS) · 0-5 · Orvar Lindwall (SWE) · 1-5 · John Bouchier-Hayes (IRL) · 2-5 · Joseph Gemayel (LIB) · 3-5 · Francisco Serp (ARG) · 1-5                                               | 8.         | kiesett | kiesett    | kiesett                 | kiesett           | kiesett           | kiesett           | helyezetlen |
| Shahpour Zarnegar                                                | Párbajtőr, egyéni | D. csoport · Bohdan Gonsior (POL) · 2-5 · Michel Saykali (LIB) · 0-5 · Rudolf Trost (AUT) · 1-5 · Gianluigi Saccaro (ITA) · 1-5 · Haukler István (ROU) · 4-5 · Frank Anger (USA) · 2-5 · John Andru (CAN) · 4-5                                                        | 8.         | kiesett | kiesett    | kiesett                 | kiesett           | kiesett           | kiesett           | helyezetlen |
| Houshmand Almasi                                                 | Kard, egyéni      | C. csoport · Andrzej Piątkowski (POL) · 0-5 · Wladimiro Calarese (ITA) · 2-5 · Örley Tamás (USA) · 1-5 · Sibata Szeidzsi (JPN) · 2-5 · Robert Foxcroft (CAN) · 3-5 | 6.         | kiesett | kiesett    | kiesett                 | kiesett           |                   | kiesett           | helyezetlen |
| Nasser Madani                                                    | Kard, egyéni      | D. csoport · Bakonyi Péter (HUN) · 3-5 · Keresztes Attila (USA) · 0-5 · Jürgen Theuerkauff (EUA) · 1-5 · Kitao Teruhiro (JPN) · 3-5 · Emilio Echeverry (COL) · 3-5 | 6.         | kiesett | kiesett    | kiesett                 | kiesett           |                   | kiesett           | helyezetlen |
| Bizhan Zarnegar                                                  | Kard, egyéni      | E. csoport · Mark Rakita (URS) · 1-5 · Jacques Lefèvre (FRA) · 4-5 · Funamizu Micujuki (JPN) · 2-5 · Dieter Wellmann (EUA) · 1-5 · Richard Oldcorn (GBR) · 1-5 · Trần Văn Xuan (VIE) · 5-2                                                                             | 6.         | kiesett | kiesett    | kiesett                 | kiesett           |                   | kiesett           | helyezetlen |
| Houshmand Almasi Nasser Madani Bizhan Zarnegar Shahpour Zarnegar | Tőr, csapat       | D. csoport · Szovjetunió (URS) · 0-10 · Egyesült Német Csapat (EUA) · 2-14 | 3.         | |            |                         | kiesett           | kiesett           | kiesett           | helyezetlen |
| Houshmand Almasi Nasser Madani Bizhan Zarnegar Shahpour Zarnegar | Párbajtőr, csapat | C. csoport · Olaszország (ITA) · 0-16 · Magyarország (HUN) · 1-14 | 4.         | |            | kiesett                 | kiesett           | kiesett           | kiesett           | helyezetlen |
| Houshmand Almasi Nasser Madani Bizhan Zarnegar Shahpour Zarnegar | Kard, csapat      | D. csoport · Egyesült Német Csapat (EUA) · 3-9 · Lengyelország (POL) · 0-16 | 3.         | |            |                         | kiesett           | kiesett           | kiesett           | helyezetlen |